# Alyscha Mottershead
Alyscha Mottershead (* 25. Mai 1991 in Orangeville, Ontario, Kanada) ist eine kanadische Fußballspielerin.

## Karriere

### Vereine
Mottershead spielte von 2008 bis 2012 bei den Toronto Lady Lynx in der W-League. Zur Saison 2013 wechselte sie zum Ligakonkurrenten und amtierenden Meister Ottawa Fury und im Januar 2014 weiter zum deutschen Zweitligisten SC Sand, mit dem sie am Saisonende in die Frauen-Bundesliga aufstieg. Nach dem Aufstieg verließ sie den SC Sand und kehrte nach Ottawa zurück. Dort gab sie am 27. Juli 2014 zusammen mit der ehemaligen Bundesliga-Spielerin Tiffany Cameron ihr Comeback in den W-League-Playoffs gegen die Charlotte Eagles. Ende des Jahres wechselte sie zu den Woodbridge Strikers, wo sie ein halbes Jahr spielt, bevor sie im Frühjahr 2015 zu den Seattle Sounders FC ging. Nachdem die W-League 2015 pleiteging, kehrte Mottershead zu den Woodbridge Strikers zurück. Im Januar 2017 wechselte Mottershead nach Schweden, zum P18 IK, wo sie in der Division 1 Södra Svealand mit ihren Landsfrauen Sarah Forde und Christabel Oduro spielen wird.

### Nationalmannschaft
Mottershead war seit dem Jahr 2006 Teil diverser kanadischer Nachwuchsnationalmannschaften und nahm unter anderem an der U-17-Weltmeisterschaft 2008 teil, bei der Kanada im Viertelfinale an der deutschen Auswahl scheiterte. Am 22. November 2011 debütierte sie bei einem Freundschaftsspiel gegen Schweden in der kanadischen Nationalmannschaft. Zu ihrem zweiten und bislang letzten Einsatz für Kanada kam sie am 21. Januar 2012 gegen Kuba.

## Erfolge
- 2014: Aufstieg in die Frauen-Bundesliga (SC Sand)